# Нетеса Роман Валентинович
Рома́н Валенти́нович Нетеса  (27 вересня 1997, с. Литвинівка, Решетилівський район, Полтавська область, Україна — 6 липня 2017, с. Кримське, Новоайдарський район, Луганська область, Україна) — старший солдат Збройних сил України, учасник російсько-української війни.

## Біографія
Народився 1997 року в селі Литвинівка Решетилівського району Полтавської області. З 2003 по 2014 рік навчався у загальноосвітній школі сусіднього села Демидівка. Брав активну участь у шкільних та районних спортивних змаганнях, конкурсах. 2015 року закінчив Решетилівський аграрний ліцеї імені І. Г. Боровенського за спеціальністю «Електрозварник ручного зварювання — водій». Працював у батька зварником.
Під час російської збройної агресії проти України в лютому 2016 року вступив на військову службу за контрактом.
Старший солдат, водій 16-го окремого мотопіхотного батальйону «Полтава» 58-ї окремої мотопіхотної бригади, військова частина А4590, м. Глухів.
З 25 квітня по 3 червня 2016 року виконував завдання на території проведення антитерористичної операції в Авдіївці. 2017 року разом зі своїм батальйоном вирушив на Луганщину.
У ніч з 6 на 7 липня 2017 року загинув від кулі снайпера під час бойового чергування поблизу села Кримське Новоайдарського району, прикривши своїх побратимів.
Похований 9 липня на кладовищі рідного села Литвинівки.
Залишились батьки, Наталія Михайлівна та Валентин Юрійович, і молодший брат Владислав.

## Нагороди та відзнаки
- Указом Президента України № 363/2017 від 14 листопада 2017 року, за особисту мужність і самовіддані дії, виявлені у захисті державного суверенітету та територіальної цілісності України, зразкове виконання військового обов'язку, нагороджений орденом «За мужність» III ступеня (посмертно)[5][6].
- Нагороджений відзнакою Президента України «За участь в антитерористичній операції» (посмертно)[7].
- Нагороджений медаллю «За оборону Авдіївки» (ВЦА м. Авдіївки) та медаллю «За оборону рідної держави» (ВГО «Країна»)[7].
- 12 лютого 2018 року занесений до Книги Пошани Полтавської обласної ради (посмертно)[8][9].

## Вшанування пам'яті
6 липня 2018 року на фасаді Демидівської ЗОШ I—III ступенів відкрили меморіальну дошку полеглому на війні випускнику школи Романові Нетесі.